# 大野正勝
大野 正勝（おおの まさかつ、1956年 - ）は、那珂川町馬頭広重美術館館長。岩手未来機構理事長。静岡県出身。

## 略歴
1956年、静岡県浜松市三ケ日町生まれ。
1981年、東京藝術大学美術学部絵画科油画専攻卒業。
1985年から清春白樺美術館の学芸員となる。以後、札幌芸術の森美術館学芸員（1990年 - 2000年）、岩手県立美術館（2000年 - 2018年）に勤務。
川崎市市民ミュージアム館長（2018 - 2022）を経て現職。
岩手県立美術館勤務時代では、東日本大震災後の作品被災調査を行った。